# وو ونیون
نامِ چینینویسه‌های چینی سنتی吳文俊نویسه‌های چینی ساده‌شده吴文俊
وو ونیون (چینی: 吴文俊؛ ۱۲ مهٔ ۱۹۱۹ – ۷ مهٔ ۲۰۱۷) که معمولاً به عنوان وو ون تسان نیز شناخته می‌شود ریاضی‌دان، مورخ و نویسنده اهل ملت چین و از دانش‌آموختگان دانشگاه استراسبورگ بود.

## زندگی
زادگاه اجدادی وو جیشان، ژجیانگ بود. وی در شانگهای متولد شد و در سال ۱۹۴۰ از دانشگاه شانگهای جایو تانگ فارغ‌التحصیل شد. در سال ۱۹۴۵، وو چند ماه در دانشگاه هانگ شو (که بعداً در دانشگاه ژجیانگ ادغام شد) تدریس کرد.
در سال ۱۹۴۷ برای ادامه تحصیل در دانشگاه استراسبورگ به فرانسه رفت. در سال ۱۹۴۹، دکتری خود را دریافت کرد. در سال ۱۹۵۱ او در دانشگاه پکن به سمت مدیریت منصوب شد.